# Ranunculus cornutus
Ranunculus cornutus är en ranunkelväxtart som beskrevs av Dc.. Ranunculus cornutus ingår i släktet ranunkler, och familjen ranunkelväxter. Inga underarter finns listade i Catalogue of Life.